# Хузун
Хузун (рум. Huzun) — село в Страшенском районе Молдавии. Наряду с селом Миклеушены входит в состав коммуны Миклеушены.

## География
Село расположено на высоте 223 метров над уровнем моря.

## Население
По данным переписи населения 2004 года, в селе Хузун проживает 296 человек (143 мужчины, 153 женщины).
Этнический состав села:
| Национальность | Число жителей | Процентный состав |
| -------------- | ------------- | ----------------- |
| молдаване      | 294           | 99.32             |
| украинцы       | 1             | 0.34              |
| русские        | 1             | 0.34              |
| Всего          | 296           | 100%              |